# پرستیژ (فیلم ۱۹۳۲)
پرستیژ (به انگلیسی: Prestige) یک فیلم سینمایی درام آمریکایی محصول سال ۱۹۳۲ به کارگردانی تی گارنت و نویسندگی تی گارنت ، رولو لوید و فرانسیس ادوارد فاراگو است. در این فیلم آن هاردینگ، آدولف منژو، ملوین داگلاس و گای بیتس پست بازی می‌کنند. این فیلم در ۲۲ ژانویه ۱۹۳۲ توسط کمپانی آر.ک.ئو منتشر شد.

## انتشار فیلم
این اثر سینمایی از طریق توزیع کننده اسپانیایی در اکتبر ۲۰۱۳ به صورت نسخه دی وی دی در دسترس قرار گرفت.